# Ed Wynne
Ed Wynne (Londra, 3 giugno 1961) è un chitarrista britannico, noto per essere membro fondatore della band Ozric Tentacles.

## Biografia
Ed Wynne è figlio dello scultore inglese David Wynne e nipote dell'autore inglese Joan Grant. 
L'enfasi della famiglia sull'arte e sulla musica ha permesso a Wynne di ottenere un'ampia gamma di apprezzamenti musicali, tra cui i Gong, Kraan, Frank Zappa e Todd Rundgren.
I suoi genitori lo incoraggiarono a seguire la sua passione musicale e gli insegnavano a suonare il pianoforte. È stato coinvolto con diverse band mentre era a scuola, tra cui Bolshem People, che ha registrato nell'attico dello studio di Wynne a Rushmere, Wimbledon Common. Una loro traccia, "Erp Riff 83", può essere ascoltata nella compilation A Psychedelic Psauna.
Wynne ha formato gli Ozric Tentacles nel 1983 insieme a suo fratello Roly Wynne e altri membri allo Stonehenge Free Festival. La band era nota per la fusione di musica rock con jazz fusion, ambient dub, world music e musica elettronica, incorporando un uso massiccio di sintetizzatori e campionatori.
Dopo diversi cambi di formazione, Ozric Tentacles iniziò ad essere guidato sempre di più da Wynne, che oltre a chitarra e tastiere stava diventando anche responsabile della programmazione del ritmo e di altri sforzi in studio. È rimasto l'unico membro originale della band. Dagli anni 2000, la band comprendeva l'ex moglie di Wynne Brandi al basso e il figlio Silas Neptune alle tastiere.

## Discografia parziale

### Con gli Ozric Tentacles
- 1989 - Pungent Effulgent
- 1990 - Erpland
- 1991 - Strangeitude
- 1993 - Sploosh/Live Throbbe
- 1993 - Jurassic Shift
- 1994 - Arborescence
- 1995 - Become The Other
- 1997 - Curious Corn
- 1999 - Waterfall Cities
- 2000 - The Hidden Step
- 2000 - Pyramidion
- 2001 - Oakum
- 2002 - Swirly Termination
- 2004 - Spirals in Hyperspace
- 2006 - The Floor's Too Far Away
- 2009 - The Yum Yum Tree
- 2011 - Paper Monkeys
- 2015 - Technicians of The Sacred

### Solista
- 2019 - Shimmer Into Nature
- 2021 - Tumbling Through the Floativerse

### Collaborazioni
- 1993 - Holy Rollers - Holy Rollers
- 1995 - Big Hair - Pickle Farm
- 2004 - Ellis Hall - Straight Ahead
- 2007 - Jordan Rudess - Road Home
- 2011 - Chris Ryan - On Your Wall
- 2021 - Jordan Rudess - A Chapter in Time